# Little Marton Mill
Koordinaten: 53° 47′ 56,8″ N, 2° 59′ 23,3″ W

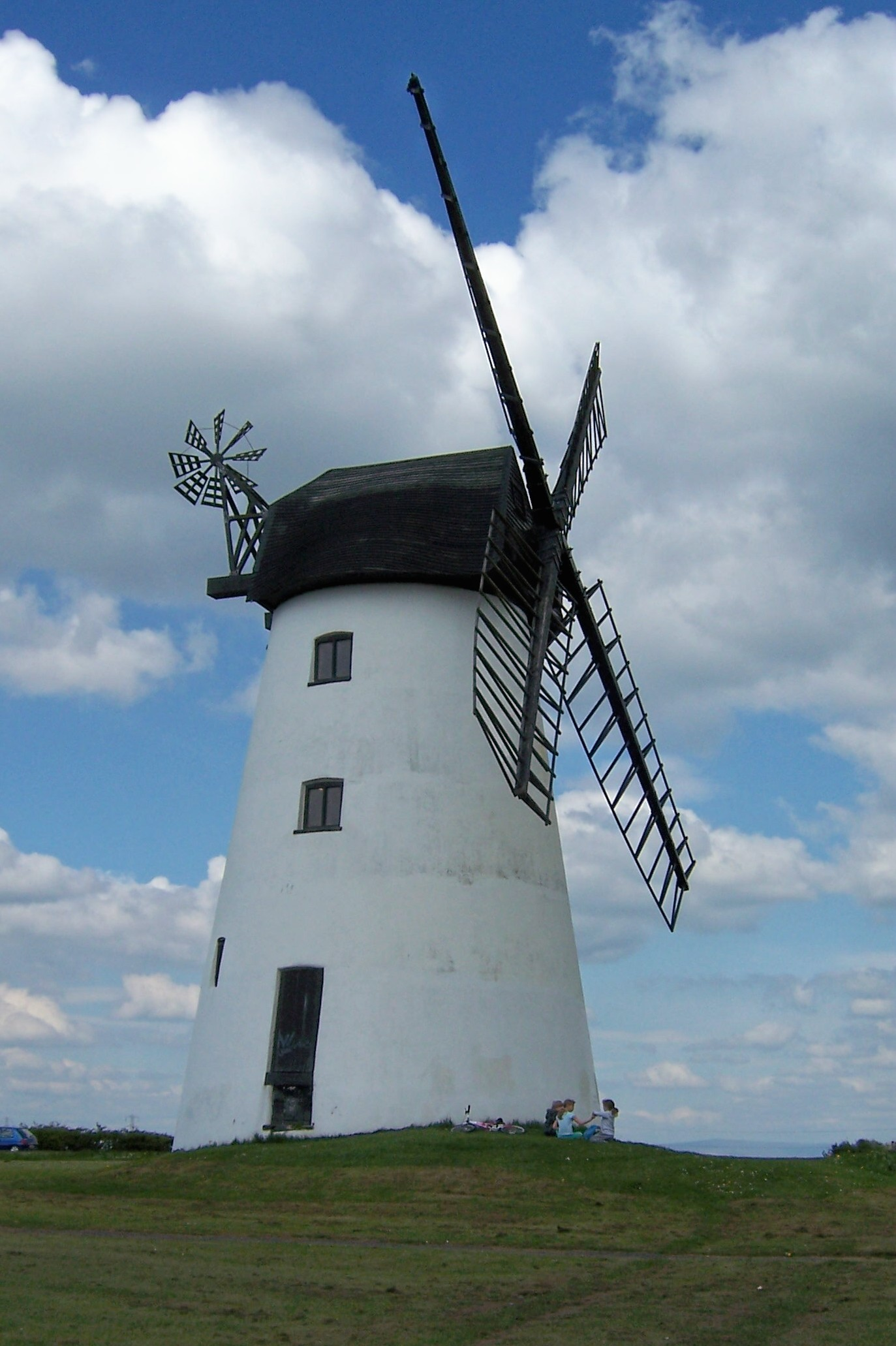
Little Marton Mill

Little Marton Mill ist eine Turmwindmühle aus dem 19. Jahrhundert in Marton, heute Ortsteil von Blackpool in Lancashire, North West England. Sie wurde 1838 von John Hays erbaut, um Getreide zu mahlen und diente diesem Zweck bis 1928. Die Windmühle wurde von English Heritage im Grade II als Listed Building eingestuft.

## Geschichte
Die Little Marton Mill wurde 1838 von dem Mühlenbauer John Hays für John Whalley an der Stätte einer früheren Mühle erbaut. Sie war einst eine von mehreren Getreidemühlen in dem Gebiet und die letzte von etwa vier Mühlen innerhalb der heutigen Grenzen von Blackpool. Das Weiler Little Marton war Teil der Gemeinde Marton, die am Ende des 19. Jahrhunderts ihre Selbständigkeit verlor und in Blackpool sowie St Anne’s-on-the-Sea eingegliedert wurde. In Marton gab es bis zur Mitte des 18. Jahrhunderts eine Wassermühle und eine andere windgetriebene Getreidemühle bestand bis zum Ende des 19. Jahrhunderts, beide in Great Marton. Die Little Marton Mill wurde später von einem Müller namens Cornelius Bagot betrieben. Der Betrieb wurde im September 1928 eingestellt. Bagot restaurierte die Mühle und stiftete sie 1937 dem Allen Clarke Memorial Fund zum Gedenken an den Lehrer, Schriftsteller und Windmühlenenthusiasten Allen Clarke (1863–1935). Das Bauwerk wurde 1987 für 88.000 Pfund ausgiebig instand gesetzt.
Little Marton Mill befindet sich auf einer Grünfläche, in der Nähe der M55 und ist eine Landmarke an dieser Hauptstraße in das Seebad Blackpool. English Heritage stufte die Windmühle am 20. Oktober 1983 im Grade II ein. Diese Einstufung ist die niedrigste der drei Stufen auf der Statutory List of Buildings of Special Architectural or Historic Interest und umfasst Bauwerke, die „von nationaler Bedeutung und speziellem Interesse“ sind.

## Bauwerk
Little Marton Mill ist in einem für Windmühlen in der Fylde typischen Stil gebaut. Sie hat vier Stockwerke, einschließlich des Erdgeschosses, hat einen runden Grundriss und eine im Verhältnis zur Höhe großen Durchmesser an der Basis. Sie ist aus verputzten und mit Kalkweiß gestrichenen Backsteinen gebaut. An der Außenseite ist eine Gedenktafel angebracht, die an den örtlich bekannten Schriftsteller Allen Clarke erinnert. Der Zugang zum Erdgeschoss erfolgt auf der Ostseite durch eine Doppeltür und an der Westseite durch eine einzelne Tür. Quadratische Fenster sind im ersten, zweiten und dritten Obergeschoss vorhanden.
Typisch für Windmühlen in der Fylde ist die Dachhaube – sie wurde 1987 ersetzt – in der Bootsform. Die Mühle verfügt über vier Flügel und ein Windrad mit acht Blättern. Die Maschinerie der Mühle ist nicht mehr komplett, weil die mehrere Teile in der Lytham Windmill eingebaut wurden.

## Belege
1. 1 2 3 4 5 6  
Little Marton Mill. In: National Heritage List for England. English Heritage, archiviert vom Original am 12. Oktober 2012; abgerufen am 7. Juli 2011 (englisch).
2. 1 2 3 4 5 6 7 8  Paul Dunkerley: Little Marton Mill. In: Engineering Timelines. Abgerufen am 7. Juli 2011 (englisch).
3. ↑  Lancashire County Council und Egerton Lea Consultancy: Blackpool Historic Town Assessment Report. 2005, S. 3.
4. 1 2  Lancashire County Council und Egerton Lea Consultancy: Blackpool Historic Town Assessment Report. 2005, S. 25.
5. ↑  Farrer, Brownbill: Townships – Marton. 1912, S. 239–242.
6. ↑  Agriculture. 63, Her Majesty’s Stationery Office, 1957, S. 132.
7. ↑  Mark Berry: Little Marton windmill, Lancashire. Windmill World, 25. Mai 2011, abgerufen am 7. Juli 2011 (englisch).
8. 1 2  Hartwell, Pevsner: Lancashire: North. 2009, S. 163.
9. ↑  Listed Buildings. In: National Heritage List for England. English Heritage, abgerufen am 7. Juli 2011 (englisch).